# Action Pact
Albums de Sloan
Pretty Together
(2001) A Sides Win: Singles 1992-2005
(2005)
Action Pact est le septième album du groupe rock Canadien Sloan. Le titre est inspiré de la chanson des années 1980 Youth Action Pact du groupe d'Halifax Jellyfishbabies. Sous la direction du producteur Tom Rothrock, le groupe signe là son album le plus monolithique, très rock, certains riffs rappelant parfois AC/DC. Destiné à conquérir le marché américain, le disque peine néanmoins à s'imposer en dehors du Canada.

## Titres
Toutes les chansons sont de Sloan.
1. Gimme That
2. Live On
3. Backstabbin'
4. The Rest Of My Life
5. False Alarm
6. Nothing Lasts Forever Anymore
7. Hollow Head
8. Ready For You
9. I Was Wrong
10. Who Loves Life More?
11. Reach Out
12. Fade Away

B-sides
- Will You Ever Love Me Again? (Bonus sur le cd japonais)
- Step On It, Jean (Bonus sur le cd japonais, 7 single)
- Dirty Nails (Step On It, Jean 7 single)

Singles extraits de l'album
- The Rest of my Life (2003)
- Live On (2003)
- Nothing Lasts Forever Anymore' (2004)